# Véhicule de l’avant blindé
Der Véhicule de l’avant blindé (VAB), zu deutsch etwa gepanzerter Frontwagen, ist ein Transportpanzer aus  französischer Produktion. Der allradgetriebene (4×4) Radpanzer wird bei den französischen und anderen Streitkräften verwendet.

## Geschichte
Der VAB wurde konstruiert und produziert von Euro Mobilité Division (GIAT in Zusammenarbeit mit Renault Trucks). 1976 erlangte er Serienreife und es begann seine Lieferung an die Armee. Bis heute wurden etwa 5000 Stück produziert, circa 800 Stück davon ab 1984 exportiert. Das Fahrzeug ist in den meisten Versionen schwimmfähig. Der Antrieb im Wasser erfolgt mittels zweier Propeller, die am Heck angebracht sind.

## Versionen
Es gibt verschiedene Ausführungen, darunter auch eine sechsrädrige Variante (6×6) als Exportvariante des VAB.
- VAB P: Truppentransporter für 12 Soldaten, bewaffnet mit einem 12,7-mm-Maschinengewehr
- VAB T-20/13: ausgestattet mit einer 20-mm-Maschinenkanone
- VAB-VOA (frz.: Véhicule d’observation d’artillerie): Artilleriebeobachtungsfahrzeug
- VAB-RATAC (frz.: Radar d’acquisition des tirs de l’Artillerie)
- VAB-PC: Befehlswagen (Poste de Commandement)
- VAB-SIR (frz.: Système d’information régimentaire)
- VAB HOT: ausgestattet mit UTM-800-Waffenturm mit HOT-Panzerabwehrlenkwaffen
- VAB TOW: ausgestattet mit BGM-71 TOW-Panzerabwehrlenkwaffen[2]
- VAB AA: Flugabwehrpanzer, ausgestattet mit zwei 20-mm-Maschinenkanonen
- VAB MISTRAL: ausgestattet mit ALBI-Waffenturm mit sechs Flugabwehrraketen  Mistral.[2]
- VAB VTM: mit 81-mm- oder 120-mm-Mörser bewaffnet
- VAB SAN: Sanitätspanzer
- VAB EV: Bergepanzer
- VAB NBC: (frz.: Nucléaire, radiologique, bactériologique et chimique): Spürfahrzeug für ABC-Kampfstoffe
- VAB ATLAS: (frz.: Automatisation des Tirs et Liaisons Sol-sol pour l’artillerie)
- VAB TOP: aufgerüstete Version aus dem Jahr 2009 für die Armée de Terre. Ausgerüstet mit Zusatzpanzerung und fernbedienbarer Waffenstation Protector M151

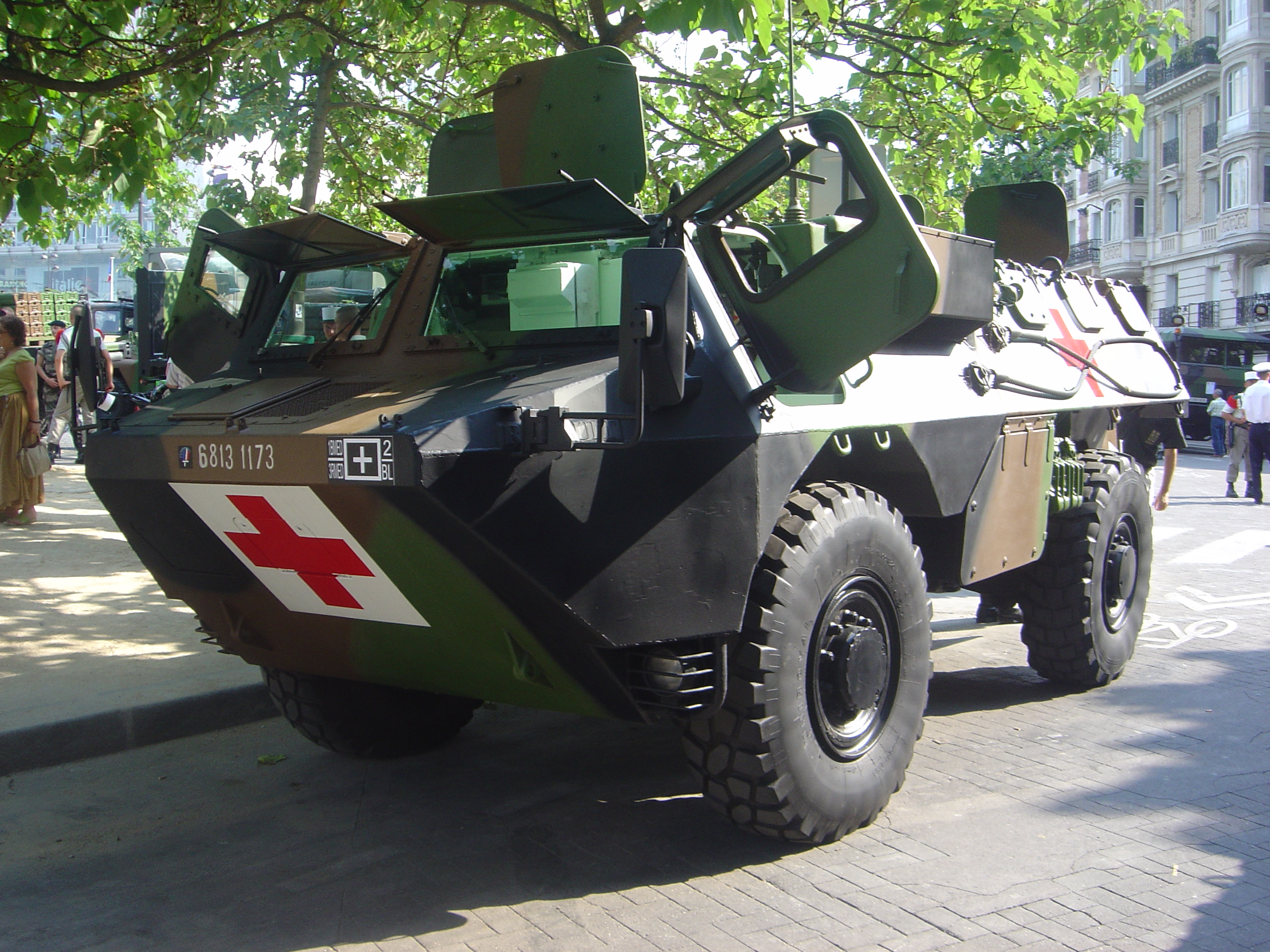
VAB SAN
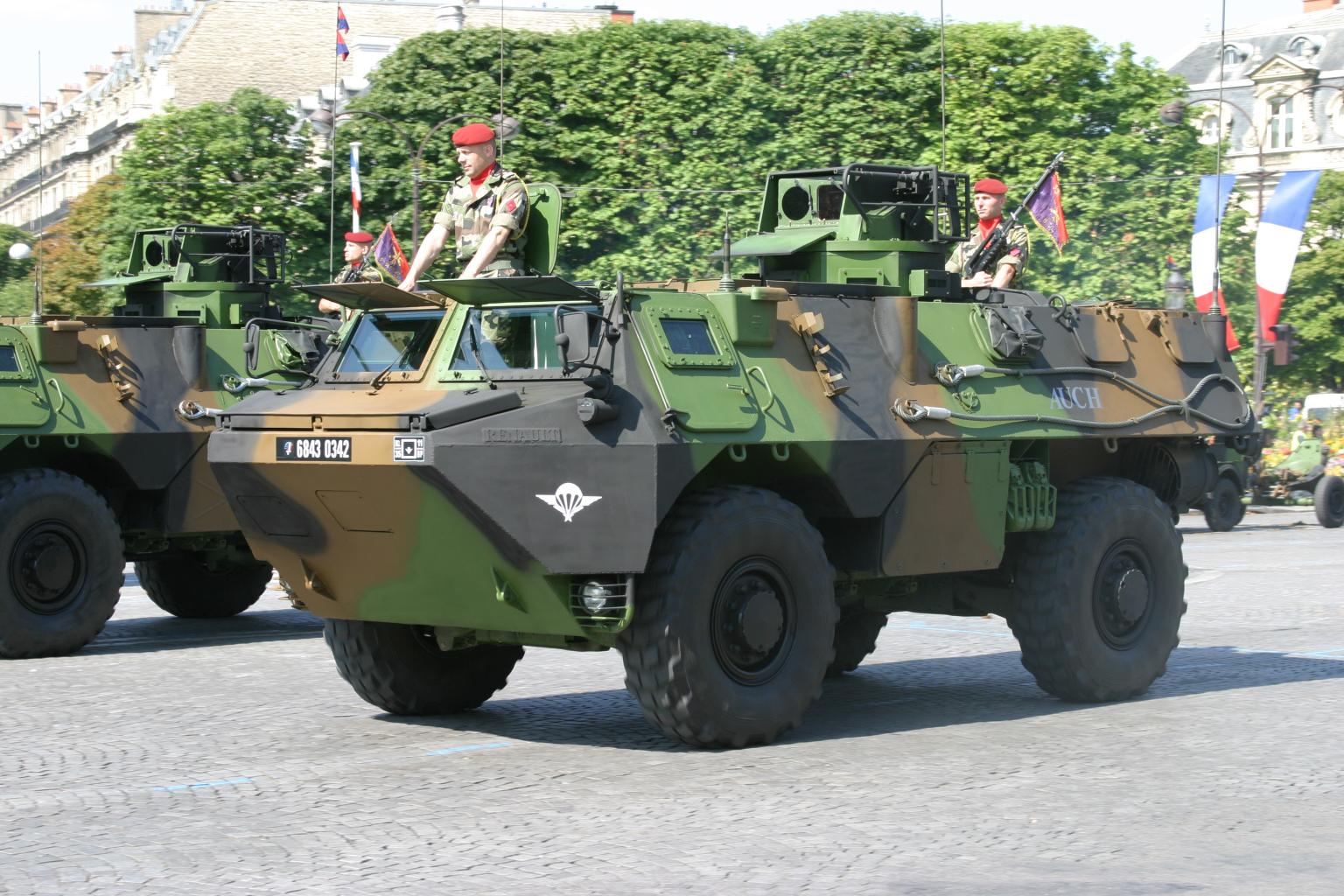
VAB VOA
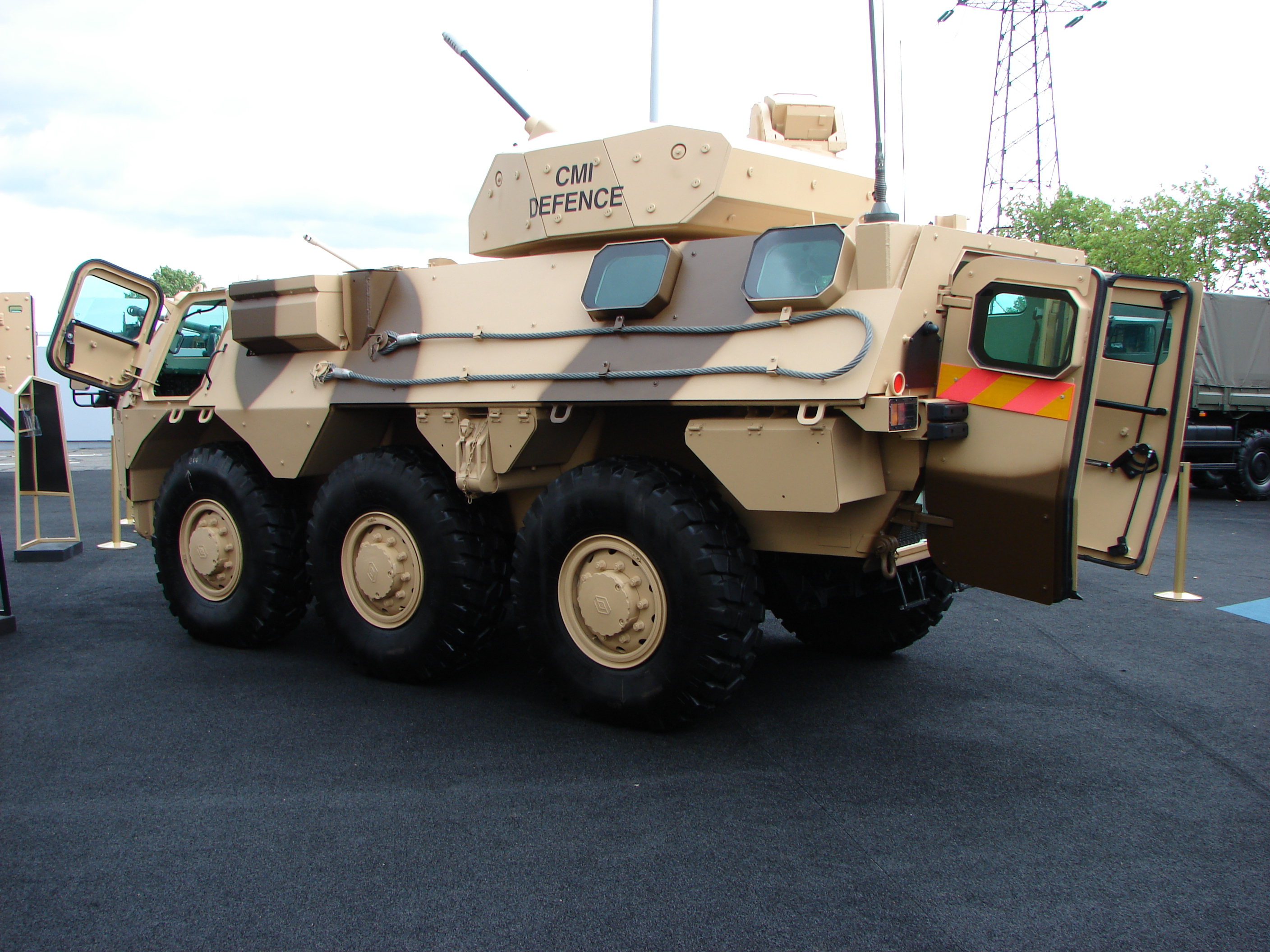
VAB HOT
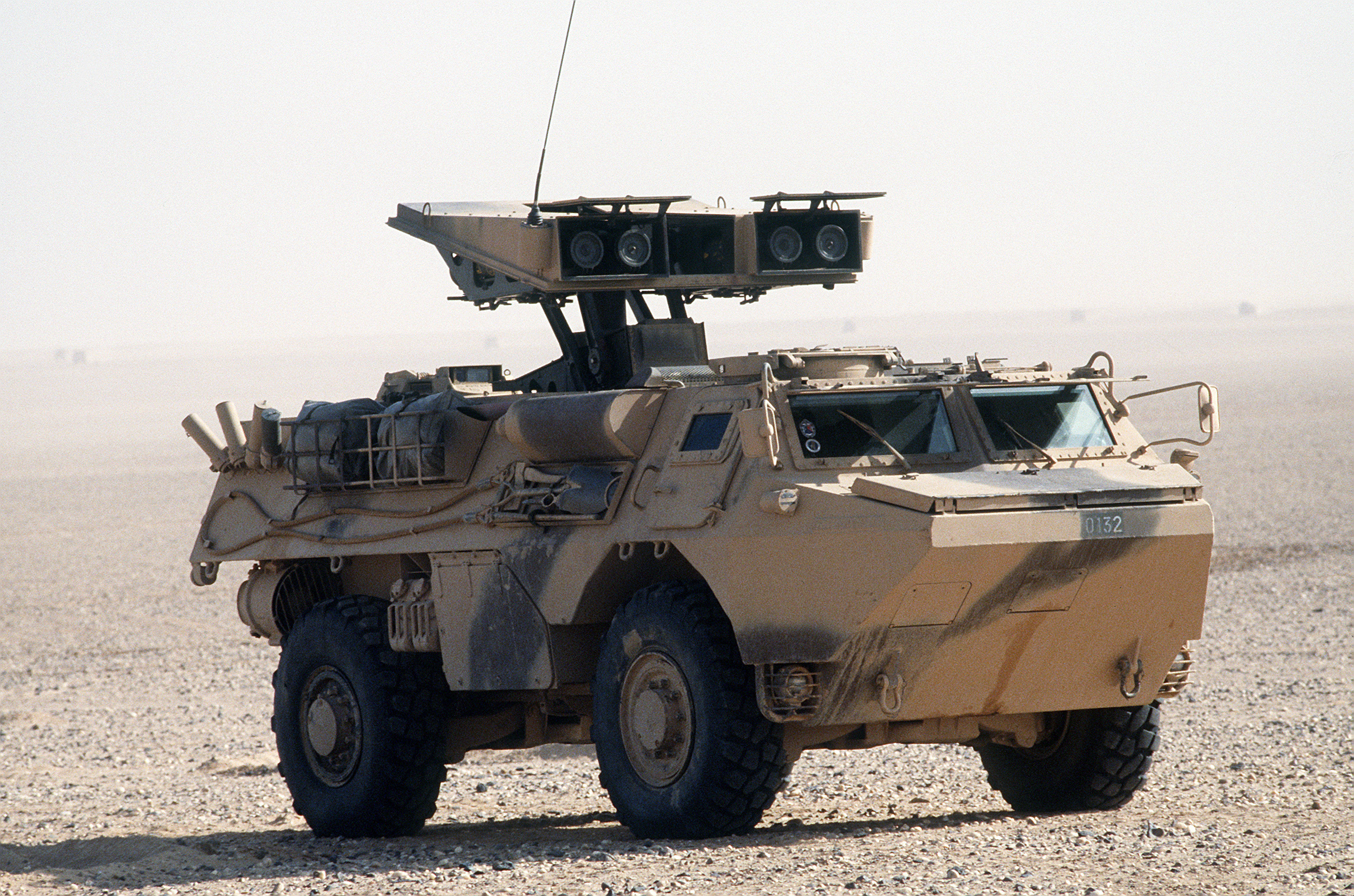
VAB Mephisto bzw. VAB HOT

## Nachfolgemodell
Der VAB wird durch den VBMR (Véhicule blindé multi-rôles) „Griffon“ 6×6 innerhalb des Programm Scorpion ersetzt werden.
Die Generaldirektion für die Bewaffnung (Direction générale de l’armement) hat am 24. Juni 2019 die Qualifikation des Griffon ausgesprochen, so dass die ersten VBMR-Fahrzeuge am 4. Juli 2019 ausgeliefert werden konnten. Der Öffentlichkeit wurden die Fahrzeuge bei der Militärparade am 14. Juli 2019 auf der Avenue des Champs-Élysées erstmals präsentiert. Bis Ende 2019 konnte das Auftragnehmerkonsorzium alle 92 für dieses Jahr zur Auslieferung vorgesehenen Fahrzeuge an die französische Beschaffungsbehörde DGA übergeben.

### Nutzung in der Ukraine
Im Verlauf des Russischen Ukrainischen Krieges wurden im Sommer des Jahres 2022 eine unbekannte Anzahl an VAB an die Ukraine zugesagt. Im Oktober 2022 wurden die ersten VAB in der Ukraine gesichtet.
Laut dem Oryx-Blog gingen mit Stand Juni 2025 mindestens 72 Fahrzeuge verloren.

## Nutzerstaaten
Daten aus
- Brunei – 45
- Frankreich – 2500[9]
- Georgien – unbekannte Anzahl
- Elfenbeinküste – 13
- Indonesien – 50
- Italien – 14
- Katar – 162
- Kuwait – unbekannte Anzahl
- Libanon – 132
- Marokko – 394
- Mauretanien – 70
- Mauritius – 11
- Mexiko – unbekannte Anzahl
- Niger – 4
- Oman – 12
- Saudi-Arabien – 100
- Tschad – 25
- Ukraine – unbekannte Anzahl, aus französischen Beständen
- Vereinigte Arabische Emirate – unbekannte Anzahl
- Zentralafrikanische Republik – 10
- Zypern – 147